# Lene Byberg
Lene Byberg (* 25. November 1982 in Stavanger, Provinz Rogaland) ist eine ehemalige norwegische Radrennfahrerin mit Schwerpunkt im Mountainbikesport.

## Karriere
Byberg vertrat ihr Land bei den Olympischen Spielen 2004 und 2008 und belegte im MTB-Cross Country die Plätze 48 und 13. Bei den Mountainbike-Weltmeisterschaften 2007 belegte sie in dieser Disziplin Rang acht. Sechsmal wurde sie norwegische Meisterin: 2004 auf der Straße im Kriteriumsrennen, 2006, 2007 und 2010 im Cross-Country sowie 2005 und 2006 im Mountainbike-Marathon.

## Erfolge

### Straße
2004
- Norwegische Meisterin – Kriterium

### Mountainbike
2005
- Norwegische Meisterin – Marathon (XCM)

2006
- Norwegische Meisterin – Cross-Country (XCO)
- Norwegische Meisterin – Marathon (XCM)

2007
- Norwegische Meisterin – Cross-Country (XCO)

2009
- Weltmeisterschaft – Cross-Country (XCO)

2010
- Norwegische Meisterin – Cross-Country (XCO)